# (3669) Vertinskij
(3669) Vertinskij (1982 UO7) – planetoida z pasa głównego asteroid okrążająca Słońce w ciągu 3,3 lat w średniej odległości 2,21 au Odkryła ją Ludmiła Karaczkina 21 października 1982 roku.